# Volta a la Independència Nacional
La Volta a la Independència Nacional és una competició ciclista per etapes que es disputa al febrer a la República Dominicana. Entre el 2009 i el 2017 ha format part de l'UCI Amèrica Tour. La primera edició es disputà el 1979 i excepte el 1994 s'ha disputat de manera ininterrompuda. Ismael Sánchez, amb cinc victòries, és el ciclista que més vegades l'ha guanyat.

## Palmarès
| Any  | Vencedor                  | Segon                     | Tercer              |
| ---- | ------------------------- | ------------------------- | ------------------- |
| 1979 | Bernardo Colex            | Luis Bueno                | Marcos López        |
| 1980 | Justo Galaviz             | Gilson Alvaristo          | Juan Arroyo         |
| 1981 | Dale Stetina              | Russell Harrington        | Antonio Uzcategui   |
| 1982 | Antonio Agudelo           | Juan Luis Rodríguez       | Raúl Acosta         |
| 1983 | Salvador Rios             | Bernardo Colex            | Tony Chanystein     |
| 1984 | Antonio Agudelo           |                           |                     |
| 1985 | Gustavo Pardo             | Teodoro Sosa              | Pastor Ortiz        |
| 1986 | Ángel Alayón              | Samuel Villamizar         | Rafael Díaz         |
| 1987 | Marino García             | Teodoro Sosa              | Wilfredo Tadeo      |
| 1988 | Marino García             | Manuel Prieto             | Robinson Merchán    |
| 1989 | José Lindarte             | Mario Medina              | José Torres         |
| 1990 | Fernando Correa           | Mario Medina              | José Lindarte       |
| 1991 | José Vicente Ávila        | José Hernández            | Alberto Cruz        |
| 1992 | Omar Trompa               | Henry Ortiz               | Julio Aguirre       |
| 1993 | Oscar Mendoza             | Luis Borroso              | Roger Bordavere     |
| 1994 | No disputada              |                           |                     |
| 1995 | Eliecer Valdés            | Iodis Tavárez             | Osmani Álvarez      |
| 1996 | Frank Agustin             | Matt Robins               | Iván Meneses        |
| 1997 | Eurico Parlsche           | Rolf Luber                | Wendy Cruz          |
| 1998 | Robinson Merchán          | Omar Pumar                | Jürgen Werner       |
| 1999 | Tommy Alcedo              | Nivaldo Enríquez          | Enrico Poitschke    |
| 2000 | Alexis Méndez             | José Ibáñez               | Julio César Rangel  |
| 2001 | Manuel Guevara            | Heiko Szonn               | Guillermo Chaparro  |
| 2002 | Maksim Iglinski           | Branley Nuñez             | Julio César Rangel  |
| 2003 | Gregorio Ladino           | Juan Antonio Barrero      | Edilberto Suárez    |
| 2004 | Maksim Iglinski           | Carlos Manuel Hernández   | Rafael Infantino    |
| 2005 | Andrei Mizúrov            | Carlos José Ochoa         | Ismael Sánchez      |
| 2006 | Richard Ochoa             | Chris Frederick           | Jorge Luis Pérez    |
| 2007 | Jairo Pérez               | Miguel Ubeto              | Predrag Prokić      |
| 2008 | Carlos José Ochoa         | Augusto Sánchez Beriguete | Ismael Sánchez      |
| 2009 | Luis Fernando Sepúlveda   | Wendy Cruz                | Rafael German Merán |
| 2010 | Augusto Sánchez Beriguete | Bruno Langlois            | Arman Kamyshev      |
| 2011 | Tomás Gil                 | Manuel Medina             | Marco Arriagada     |
| 2012 | Ismael Sánchez            | Robigzon Oyola            | Eduard Beltran      |
| 2013 | Edwin Sánchez             | Óscar Pachón              | Bruno Langlois      |
| 2014 | Edwin Sánchez             | Rob Britton               | Pedro Nelson Torres |
| 2015 | Robigzon Oyola            | Edward Ortiz              | Chris Butler        |
| 2016 | Ismael Sánchez            | Diego Ochoa               | Sergio Godoy        |
| 2017 | Ismael Sánchez            | Adellyn Cruz              | Anderson Paredes    |
| 2018 | Augusto Sánchez           | Diego Milán               | Adderlyn Cruz       |
| 2019 | Robinson Chalapud         | Óscar Sevilla             | Cristhian Montoya   |
| 2020 | Ismael Sánchez            | Clever Martínez           | Colin Patterson     |
| 2021 | Yurgen Ramírez            | Franklin Chacón           | Geovanny García     |
| 2022 | Ismael Sánchez            | Jorge Abreu               | Marlon Garzón       |